# Tupoljev Tu-22M
Tupoljev Tu-22M (Rusko: Туполев Ту-22М; NATO oznaka: Backfire) je srednje veliki nadzvočni mornariški in strateški bombnik iz konstrukcijskega biroja Tupoljev iz Sovjetske zveze. Veliko letal je še vedno v uporabi pri Ruskih letalskih silah in Ruski vojni mornarici.
Uporaba gibljivih kril (spreminjanje naklona kril v letu) se je pokazalo za uspešno na letalih MiG-23 in Su-17. Omogoča kratko vzletno s stezo, efektivno križarjenje in veliko hitrost.
Sprva so letalo imenovali Samoljot 145 (Letalo 145), razvit je bil iz Tu-22, nekaj delov ima tudi od Tu-98. Tu-22M ima podobno oborožitev kot predhodnik, npr. protiladijsko raketo H-22. Vendar gre za povsem novo letalo, ki po sposobnostih in po izgledu precej drugačen od Tu-22, zato je oznaka Tu-22M malce zavajajoča. Nekateri špekulirajo, da je to zaradi birokratskih razlogov, da so dali zeleno luč za manjšo "modifikacijo", drugi pa da so namenoma zavedli zahodne vohune.
Med hladno vojno so Tu-22M uporabljale Sovjetske letalske sile (VVS) in Sovjetska vojna mornarica (Aviatsiya Voyenno-Morskogo Flota (AVMF)) kot protiladijsko letalo. V 1970ih so simulirali napade na ameriške superletalonosilke, kdaj namenoma kršili Japonski zračni prostor in  občasno razburjali sosedske Švede.
Uporabljali so ga tudi v Afghanistanu med letoma 1987 in 1989, podobno kot Američani z Boeing B-52 Stratofortressov Vietnamu. Pozneje v letu 1995 je bil uporabljen tudi v Čečeniji. Ob razpadu Sovjetske zveze je ostalo 370 letal v uporabi v Ruskem vojnem letalstvu in vojni mornarici. Letala bodo postala nosilci najnovejših protiladijskih raket v razvoju 3M-22 Cirkon.
Rusi so ponujali Tu-22M veliko državam: Iranu, Kitajski in Indiji, ki je kupila nekaj letal. Sicer niso izvažali letal bližnjevzhodnim državam, ki bi lahko grozile ameriškim silam v regiji. Obstaja možnost licenčne proizvodnje na Kitajskem za okrog 30 letal.

## Tehnične specifikacije
- Posadka: 4 (pilot, kopilot, navigator, operater orožnih sistemov)
- Dolžina: 42,4 m (139 ft 4 in)
- Razpon kril: Razprta (20° naklon): 34,28 m (112 ft 6 in); Zložena (puščica) (65° naklon): 23,30 m (76 ft 6 in)
- Višina: 11,05 m (36 ft 3 in)
- Površina kril: Razprta: 183,6 m² (1 976 ft²) Zložena: 175,8 m² (1 892 ft²)
- Prazna teža: 54 000 kg (119 000 lb)
- Maks. vzletna teža: 124 000 kg (273 000 lb) ; 126 400 kg (278 700 lb)
- Motorji: 2 × Kuznecov NK-25 turboventilatorski, 245,2 kN (55 100 lbf) vsak

- Maks. hitrost: Mach 1,88 (2 000 km/h, 1 240 mph) na višini
- Dolet: 6 800 km (4 200 mi, 3 700 nmi)
- Bojni radij: 2 410 km (1 500 mi, 1 300 nmi)z tipičnim tovorom
- Največja višina leta: 13 300 m (43 600 ft)
- Hitrost vzpenjanja: 15 m/s (91 ft/s)
- Obremenitev kril: 688 kg/m² (147 lb/ft²)
- Razmerje potisk/masa: 0,40